# Фенолоальдегідні смоли
Смоли фенолоальдегідні (рос. смолы фенолоальдегидные; англ. phenolaldehyde resins; нім. Phenolaldegidharz n pl) – продукти поліконденсації фенолу (або крезолів, ксиленолів, резорцину) з формальдегідом у вигляді формаліну, параформальдегіду чи уротропіну (або з фурфуролом) у присутності кислих або лужних каталізаторів.

## СМОЛИ НОВОЛАКОВІ, [НОВОЛАКИ]
Це термореактивні або термопластичні фенолоальдегідні смоли, які є продуктами поліконденсації фенолів або їх алкільних чи фурильних похідних з альдегідами, здебільшого з молекулярною масою 500-900, що затвердівають від гексаметилентетрамінів, поліепоксидів та інш.; особливо промислове значення мають фенолоформальдегідні смоли.